# Douglas Sequeira Borbón
Douglas Esteban Sequeira Borbón (San José, Costa Rica, 16 de septiembre de 2003) es un futbolista costarricense que juega como defensa central en el C. D. Nacional de la Primeira Liga de Portugal.

## Trayectoria

### Deportivo Saprissa
El 15 de agosto de 2020 debutó en la máxima categoría costarricense contra Limón F.C, ingresó de cambio al minuto 89 por Aubrey David en la victoria 4-0.
El 20 de febrero de 2021, tuvo participación contra Sporting F.C, siendo la primera ocasión que fue titular, sumando los 90 minutos del encuentro, el partido finalizó con derrota 1-0.
El 26 de mayo de 2021, el Deportivo Saprissa se enfrentaba ante el Club Sport Herediano en la final del torneo clausura, Saprissa derrotó al Herediano en el marcador 0-1, y con el marcador global de 4-2, el Deportivo Saprissa obtenía el título del torneo clausura, aunque Douglas Sequeira no estuvo convocado, los 2 partidos jugados fueron suficiente para alzar su primer título de su carrera profesional con el Deportivo Saprissa.
El 19 de noviembre de 2022, debutó en el Torneo de Copa de Costa Rica contra C.S Uruguay de Coronado, Sequeira ingresó al minuto 77 por Ricardo Blanco, finalizando con victoria 0-4.

### Santos de Guápiles
Sequeira se unió Santos de Guápiles en condición de préstamo por parte del Deportivo Saprissa. Su debut se dio el 14 de enero de 2023 contra la L.D Alajuelense por la primera fecha del Torneo Clausura 2023 en la derrota 0-4.

### Deportivo Saprissa
Para la temporada 2023-24, Sequeira fue tomado en cuenta con una mayor regularidad y pieza inamovible del club. El 8 de julio de 2024, se oficializó su extensión de contrato hasta 2027.

### C. D. Nacional
El 18 de agosto de 2024, se oficializó su fichaje al C. D. Nacional en condición de préstamo y con opción de comora.

## Selección nacional

### Categorías inferiores
Fue convocado por el director técnico Vladimir Quesada, para disputar el Torneo Uncaf Sub-19 con sede en Belice. Andrey disputó los tres partidos de la primera fase, empatando sin anotaciones ante Panamá, empatando en el marcador 1-1 ante Guatemala, y logrando ganar con el marcador superior ante Puerto Rico, ofreciendo su tercer gol al minuto 74, para después finalizar con victoria 4-1. Costa Rica clasificaba a la final contra la selección de El Salvador. La selección de Costa Rica lograba ganar la final, coronándose campeones en el marcador 5-4 del Torneo Uncaf Sub-19, Sequeira obtenía el título internacional.
Fue convocado el 9 de junio de 2022 para seguir con el proceso del técnico Vladimir Quesada para el Campeonato Sub-20 de la Concacaf. Realizó su debut el 18 de junio en el torneo contra Jamaica entrando de titular y jugando los 90 minutos, al minuto 98 se cobró un penal a favor de Jamaica logrando empatar el encuentro con el marcador final 1-1. Dos días después, Costa Rica se enfrentaba a la selección de Antigua y Barbuda, Sequeira fue titular en el encuentro, siendo sustituido para la parte complementaria, la selección de Costa Rica obtenía su primera victoria de la eliminatoria con el marcador 0-3. El 22 de junio, Douglas salió en la alineación titular contra Honduras, llegando a jugar todo el partido, siendo derrotado con el gol de penal de Honduras al minuto 59 quedando en el marcador final 1-0 a favor de los catrachos, siendo su primera derrota en la primera fase. Costa Rica quedó en la posición 2° con 4 puntos, logrando clasificar a octavos de final de dicho torneo. La selección de Costa Rica, en la etapa de octavos de final se enfrentaba a la selección de Trinidad y Tobago, Sequeira fue jugador titular en el encuentro, disputando 76 minutos, finalizado el partido entre ambas selecciones, la selección de Costa Rica se imponía con goleada ante Trinidad y Tobago con el marcador 4-1, siendo la primera selección clasificada a cuartos de final. El 28 de junio, Sequeira se enfrentaba a la selección de Estados Unidos, en la que apareció en la alineación titular, disputando 79 minutos, Costa Rica cayó derrotada ante Estados Unidos en el marcador 2-0, sacándolos del campeonato y sin poder clasificar a la Copa Mundial de Fútbol Sub-20 de 2023.
El 29 de mayo de 2023, se oficializó la convocatoria del director técnico Douglas Sequeira para la nómina de los jugadores para representar a la selección de Costa Rica sub-23 en la competición del Torneo Maurice Revello de 2023, Douglas fue parte de la nómina. Sequeira debutó como titular ante Venezuela en el juego inaugural, por el empate 1-1, obteniendo la victoria en penales por 3-4. En su segundo partido, Sequeira repitió titularidad ante Francia, por la derrota 3-1. En su tercer compromiso, Douglas ingresó de cambio en la parte complementaria contra Arabia Saudita, en el que el marcador finalizó 0-0, perdiendo la serie en penales por 3-2, quedando eliminados de la competición en fase de grupos. Costa Rica disputó un partido por el undécimo puesto ante Catar, Douglas tuvo participación durante 25 minutos en el primer tiempo siendo sustituido en la primera parte, el encuentro finalizó por la derrota 2-4.
El 23 de junio de 2023, fue convocado por el director técnico Erick Rodríguez para la nómina de los jugadores para representar a la selección de Costa Rica sub-23 en la competición de los Juegos Centroamericanos y del Caribe de 2023 con sede El Salvador.

#### Participaciones internacionales
| Competición                                  | Sede        | Resultado        | Partidos | Goles |
| -------------------------------------------- | ----------- | ---------------- | -------- | ----- |
| Torneo Uncaf Sub-19 de 2022                  | Belice      | Campeón          | 4        | 0     |
| Campeonato Sub-20 de la Concacaf de 2022     | Honduras    | Cuartos de final | 5        | 0     |
| Torneo Maurice Revello de 2023               | Francia     | Fase de grupos   | 4        | 0     |
| Juegos Centroamericanos y del Caribe de 2023 | El Salvador | Subcampeón       | 3        | 0     |

### Selección absoluta
El 28 de enero de 2024, fue convocado por el director técnico Gustavo Alfaro para un partido amistoso en fecha no FIFA contra El Salvador. Sequeira no tuvo minutos en el partido contra El Salvador por la victoria 2-0.
El 11 de junio de 2024, se oficializó su convocatoria de los 26 jugadores para la competición de la Copa América 2024. Sequeira estuvo convocado para los partidos contra Brasil, Colombia y Paraguay, sin embargo, no sumó minutos en la competición, cerrando la Copa América 2024 en la tercera posición de la fase de grupos.

## Estadísticas

### Clubes
Actualizado al último partido jugado el 3 de agosto de 2024.
| Club                            | Div.          | Temporada     | Liga  | Liga  | Liga   | Copas nacionales | Copas nacionales | Copas nacionales | Copas internacionales | Copas internacionales | Copas internacionales | Total | Total | Total  |
| Club                            | Div.          | Temporada     | Part. | Goles | Asist. | Part.            | Goles            | Asist.           | Part.                 | Goles                 | Asist.                | Part. | Goles | Asist. |
| ------------------------------- | ------------- | ------------- | ----- | ----- | ------ | ---------------- | ---------------- | ---------------- | --------------------- | --------------------- | --------------------- | ----- | ----- | ------ |
| Deportivo Saprissa · Costa Rica |               |               |       |       |        |                  |                  |                  |                       |                       |                       |       |       |        |
| 1.ª                             | 2020-21       | 2             | 0     | 0     | —      | —                | —                | —                | —                     | —                     | 2                     | 0     | 0     |        |
| 1.ª                             | 2022-23       | —             | —     | —     | 1      | 0                | 0                | —                | —                     | —                     | 1                     | 0     | 0     |        |
| Total club                      | Total club    | 2             | 0     | 0     | 1      | 0                | 0                | 0                | 0                     | 0                     | 3                     | 0     | 0     |        |
| Santos de Guápiles · Costa Rica |               |               |       |       |        |                  |                  |                  |                       |                       |                       |       |       |        |
| 1.ª                             | 2022-23       | 16            | 1     | 0     | —      | —                | —                | —                | —                     | —                     | 16                    | 1     | 0     |        |
| Total club                      | Total club    | 16            | 1     | 0     | 0      | 0                | 0                | 0                | 0                     | 0                     | 16                    | 1     | 0     |        |
| Deportivo Saprissa · Costa Rica |               |               |       |       |        |                  |                  |                  |                       |                       |                       |       |       |        |
| 1.ª                             | 2023-24       | 31            | 0     | 0     | 5      | 0                | 0                | 1                | 0                     | 0                     | 37                    | 0     | 0     |        |
| 1.ª                             | 2024-25       | 4             | 0     | 0     | 1      | 0                | 0                | —                | —                     | —                     | 5                     | 0     | 0     |        |
| Total club                      | Total club    | 35            | 0     | 0     | 6      | 0                | 0                | 1                | 0                     | 0                     | 42                    | 0     | 0     |        |
| C. D. Nacional Portugal         |               |               |       |       |        |                  |                  |                  |                       |                       |                       |       |       |        |
| 1.ª                             | 2024-25       | 0             | 0     | 0     | 0      | 0                | 0                | —                | —                     | —                     | 0                     | 0     | 0     |        |
| Total club                      | Total club    | 0             | 0     | 0     | 0      | 0                | 0                | 0                | 0                     | 0                     | 0                     | 0     | 0     |        |
| Total carrera                   | Total carrera | Total carrera | 53    | 1     | 0      | 7                | 0                | 0                | 1                     | 0                     | 0                     | 61    | 1     | 0      |
| 1. 2. Fuente:Transfermarkt      |               |               |       |       |        |                  |                  |                  |                       |                       |                       |       |       |        |

### Selección de Costa Rica
| Selección             | Año | Eliminatorias | Eliminatorias | Eliminatorias | Continental | Continental | Continental | Mundial | Mundial | Mundial | Amistosos | Amistosos | Amistosos | Total | Total | Total  |
| Selección             | Año | Part.         | Goles         | Asist.        | Part.       | Goles       | Asist.      | Part.   | Goles   | Asist.  | Part.     | Goles     | Asist.    | Part. | Goles | Asist. |
| --------------------- | --- | ------------- | ------------- | ------------- | ----------- | ----------- | ----------- | ------- | ------- | ------- | --------- | --------- | --------- | ----- | ----- | ------ |
| Absoluta · Costa Rica |     |               |               |               |             |             |             |         |         |         |           |           |           |       |       |        |
| 2024                  | —   | —             | —             | 0             | 0           | 0           | —           | —       | —       | 0       | 0         | 0         | 0         | 0     | 0     |        |
| Total                 | 0   | 0             | 0             | 0             | 0           | 0           | 0           | 0       | 0       | 0       | 0         | 0         | 0         | 0     | 0     |        |
| Fuente:Transfermarkt  |     |               |               |               |             |             |             |         |         |         |           |           |           |       |       |        |

## Palmarés

### Títulos nacionales
| Título                         | Club               | País       | Año  |
| ------------------------------ | ------------------ | ---------- | ---- |
| Primera División de Costa Rica | Deportivo Saprissa | Costa Rica | 2021 |
| Supercopa de Costa Rica        | Deportivo Saprissa | Costa Rica | 2023 |
| Recopa de Costa Rica           | Deportivo Saprissa | Costa Rica | 2023 |
| Primera División de Costa Rica | Deportivo Saprissa | Costa Rica | 2023 |
| Primera División de Costa Rica | Deportivo Saprissa | Costa Rica | 2024 |

## Vida privada
Es hijo del exfutbolista y entrenador Douglas Sequeira, y sobrino del exfutbolista Alejandro Sequeira.